# Jigeen ni, la voie des femmes
Pour plus de détails, voir Fiche technique et Distribution.
Jigeen ni, la voie des femmes est un film documentaire franco-sénégalais réalisé par Adrien Cotonat, sorti en 2023. 

## Diffusion
Le film a été projeté dans plusieurs festivals internationaux et diffusé sur des chaînes francophones, notamment Canal+.